# 胆振幌別川
胆振幌別川（いぶりほろべつがわ）は、北海道胆振総合振興局管内を流れ太平洋に注ぐ二級河川。胆振幌別川水系の本流である。

## 地理
北海道胆振総合振興局登別市鉱山町と有珠郡壮瞥町との境界にある三等三角点の幌別岳で源を発し、室蘭工業用水池の幌別ダムを経て幌別付近の河口で太平洋に注ぐ。流れの緩やかな下流域はハクチョウの越冬地になり、「白鳥テラス」と呼ばれるバードウォッチングの観察ポイントがある。

## 地名由来
幌別郡の名の元になった川で、旧名はポロ・ペッ（Poro-pet 大きい・川）である。道内に数多ある幌別の中で一番有名な幌別と言われる。昔は幌別川をカニ・サシ・ペツ「金（カネ）が音を立てる川」という雅名で呼ばれていた。

## 利水および治水
河口の上流約2.5km地点にある室蘭工業用水池の水は、工業用水として室蘭地区の鉄鋼及び石油精製プラントへ向けて加圧・圧送される。

### 主な河川施設
| 一次 支川名 （本川） | 二次 支川名 | ダム名              | 堤高 (m) | 総貯水 容量 (千m3) | 型式       | 事業者 | 備考 |
| -------------------- | ----------- | ------------------- | -------- | ------------------ | ---------- | ------ | ---- |
| 胆振幌別川           | －          | 幌別ダム            | 22.5     | 9,974              | アースダム | 北海道 | －   |
| 胆振幌別川           | －          | 胆振幌別川 砂防ダム | 10.0     | 114                | 砂防堰堤   | 北海道 | 魚道 |

## 流域の自治体
北海道
胆振総合振興局登別市

## 支流
括弧内は流域の自治体
- 鷲別来馬川（登別市）
- 幌別来馬川（登別市）
- 新徳消川（登別市）
- 来馬川（登別市）
- 宮前川（登別市）
- 徳消川（登別市）

## 主な橋梁
- 川上大橋 - 北海道道327号弁景幌別線
- 川上小橋 - 北海道道327号弁景幌別線
- 幌別川橋 - 道央自動車道
- 小平岸橋
- 桜新橋 - 北海道道782号上登別室蘭線
- 来福橋 - 北海道道144号登別室蘭インター線
- 幌別川橋梁 - JR室蘭本線
- 幌別橋 - 国道36号